# أكيرا كونو
أكيرا كونو (باليابانية: 今野 章) (12 سبتمبر 1974 في إيواته في اليابان – )؛ هو لاعب كرة قدم ياباني سابق كان يلعب كلاعب وسط.

## وصلات خارجية
- أكيرا كونو على موقع رابطة كرة القدم اليابانية للمحترفين (اليابانية)
- أكيرا كونو على موقع قاعدة بيانات كرة القدم.إي يو (الإنجليزية)
- أكيرا كونو على موقع عالم كرة القدم.نت (الإنجليزية)